# APM 08279+5255
El APM 08279+5255 es un cuásar hiperluminoso, tenía, cuando se descubrió en 1998, una magnitud absoluta de -32,2, aunque las imágenes de alta resolución del telescopio espacial Hubble y el telescopio Keck revelaron que este sistema era una lente gravitacional. Un estudio del fenómeno de lente gravitacional en este sistema sugiere que se ha aumentado en un factor de 10. Se trata, de todas formas, de un objeto más luminoso que los quasares más cercanos como por ejemplo el 3C 273.
En julio del 2011, la revista Astrophysical Journal Letters, ha publicado el hallazgo de lo que hasta el momento se configura como la mayor reserva de agua en el Universo. El descubrimiento se debe a un grupo de astrónomos del Jet Propulsion Laboratory (JPL) de la NASA y del California Institute of Technology (CALTECH).